# 암비아니족

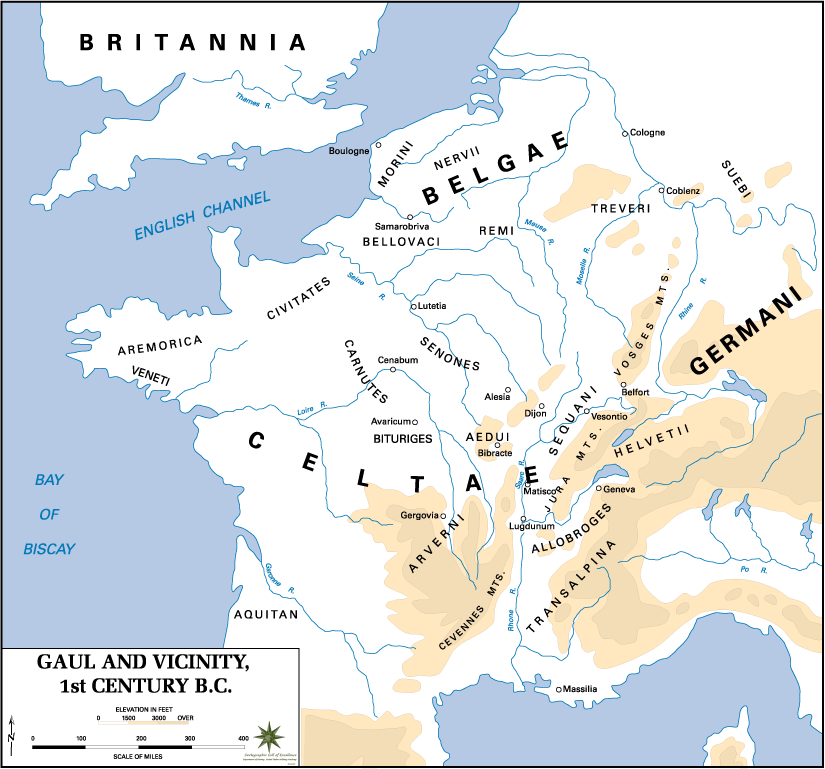
기원전 1세기경의 갈리아 부족의 세력

암비아니족은 기원전 1세기경 갈리아 북동쪽에 살던 벨가이부족중의 하나이다. 오늘날 프랑스 솜므지방의 아미앵시를 중심으로 그 근처 지역에 살고 있었는데 아미앵의 이름이 바로 이 부족의 이름에서 유래했다.
기원전 57년 율리우스 카이사르의 갈리아 정복때 로마에 처음 복속되었다.

## 같이 보기
- 갈리아의 부족들
- 갈리아 전쟁